# Educación informal

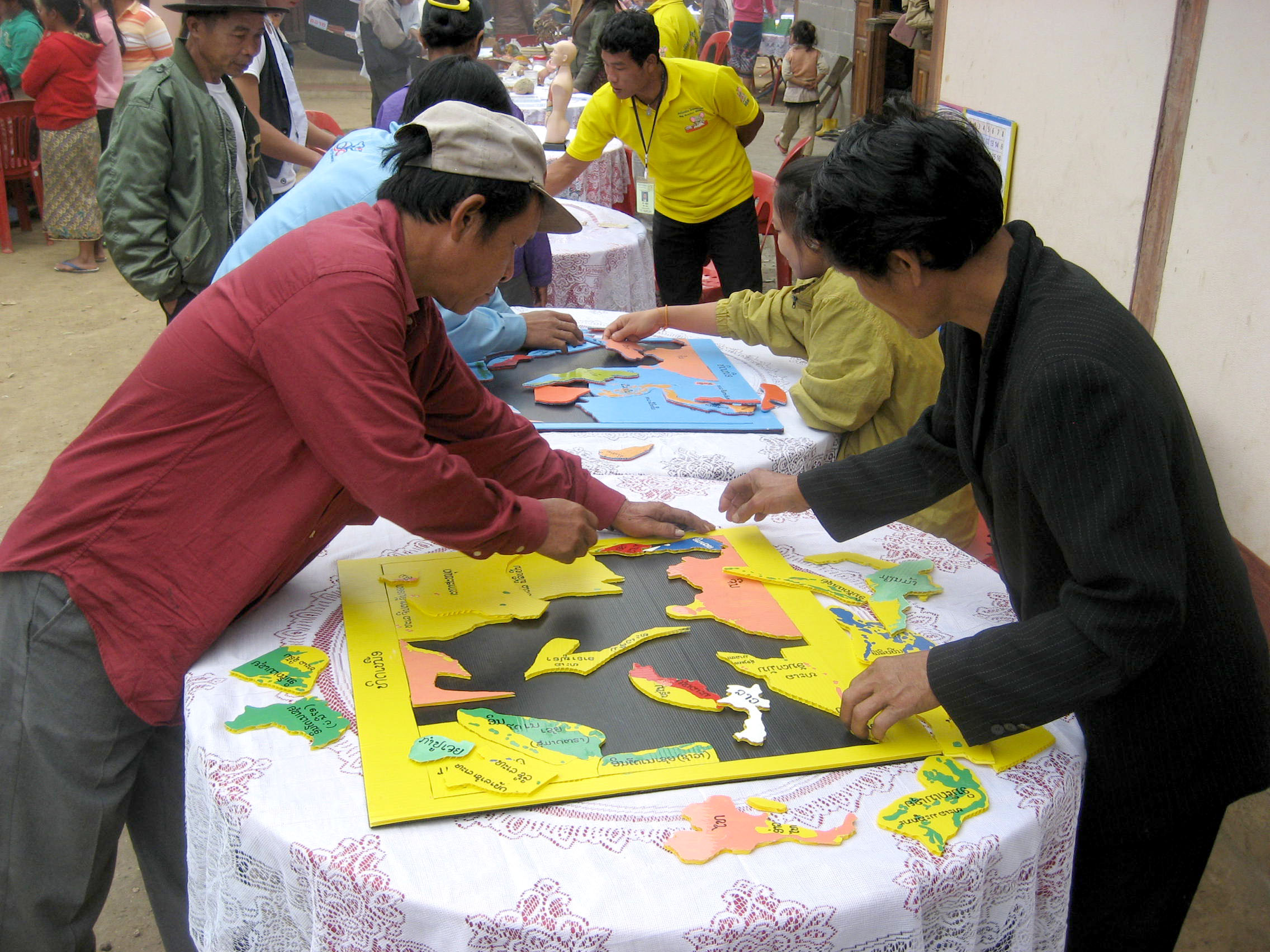
Los aldeanos de Laos ensamblan mapas de rompecabezas del sudeste asiático. Estos mapas fueron hechos por Big Brother Mouse, un proyecto de alfabetización en Laos.

La educación informal (en inglés informal education) es un término genérico que engloba a la educación recibida fuera de las instituciones educativas formales tradicionales en donde está presente la obligatoriedad del sistema educativo oficial. Este concepto se refiere a las diversas formas de educación alternativa, como son:
- La desescolarización[1] y educación en el hogar[2] (aprendiendo en forma natural y espontánea, a través de experimentos personales, juegos informales o reglamentados, actividades familiares y educación familiar,[3] actividades con preceptores, actividades deportivas, aficiones, viajes, lecturas, interacción social, cursos electivos[4][5] -cursos eventualmente dictados en instituciones formales, pero que no forman parte de ninguna currícula de estudios ni generan ningún diploma o atestación específica-)
- Autodidacticismo (autoaprendizaje, estudios por cuenta propia)
- Trabajo juvenil (empleo juvenil)[6][7]

Los educadores informales (remunerados o no remunerados) trabajan con diferentes grupos de individuos, tanto a través de planes sociales y comunitarios como a través de instituciones de bien público, fundaciones, instituciones de beneficencia, etc. La educación informal de hecho también construye a través de los medios masivos de comunicación (televisión, radiodifusión, cine, revistas, periódicos, internet) así como a través de otros entornos educativos (zoológicos, museos, bibliotecas, centros sociales, ludotecas, actividades extraescolares, entre otros).

## Educación formal, no-formal, e informal
En el ámbito de la política educativa, se distingue frecuentemente entre aprendizaje (o educación) formal, informal, y no formal. La diferencia entre estas categorías, y especialmente entre las dos últimas (informal y no formal), no siempre es nítida, y se presta a confusión, pero si nos remontamos hasta el origen de la distinción es posible comprender mejor esta cuestión.
A finales de los años sesenta se empezó a hablar en el ámbito internacional de una crisis de las políticas educativas, haciendo referencia a los problemas económicos y políticos que encontraban diversos países para mejorar y ampliar sus sistemas tradicionales de enseñanza (educación formal). Se creía que esos sistemas tradicionales no estaban logrando adaptarse a los rápidos cambios socioeconómicos que se estaban produciendo en muchas regiones del mundo. A principios de los años setenta, diversas organizaciones internacionales de desarrollo empezaron a distinguir entre la educación formal, la no-formal y la informal, esta nueva categorización que venía a añadirse a otras ya existentes en el ámbito educativo.
Según las definiciones clásicas, la educación formal es la impartida en escuelas, colegios e instituciones de formación (primaria, secundaria, terciaria, nivel medio superior y superior), mientras que la educación no formal se encuentra asociada a grupos y organizaciones de la comunidad y de la sociedad civil, por su parte la educación informal está inmersa en el aprendizaje para toda la vida mediante experiencias y su interrelación con el entorno (interacción con amigos, familiares, compañeros de trabajo, líderes y tutores; autoaprendizaje; socialización; juegos). 
En la práctica, y debido a la naturaleza misma del fenómeno educativo, las fronteras entre categorías se difuminan fácilmente, sobre todo entre la educación no formal y la informal, aunque en líneas generales la primera se caracteriza por ser un proceso educativo que se rige por un plan estructurado a seguir para la adquisición de conocimientos y habilidades fuera del ámbito educativo formal, mientras que la segunda es todo proceso educativo que no es ni formal ni no formal. Esta distinción tripartita pasó a asociarse además a un nuevo concepto que surgió también por entonces en el ámbito de la política educativa: el del aprendizaje permanente o a lo largo de toda la vida.
La educación informal es una alternativa que da la posibilidad de desarrollar procesos de aprendizaje no convencionales y en ocasiones más efectivos, ya que brinda herramientas distintas que no son cotidianas en la educación formal y no formal como la lúdica, la experiencia virtual, los juegos.  
La educación informal ha sido reconocida como una de las mejores formas para desarrollar habilidades que requieren más práctica que teoría tal como los idiomas, la cocina, la informática, entre otras.

## Educación informal en ciencia
La educación informal en ciencia se define como una modalidad intencionada no institucionalizada para la construcción de conocimientos y habilidades, la cual tiene como resultado el aprendizaje informal que es de carácter personal e idiosincrásico, que depende del contexto, los antecedentes y las motivaciones e intereses del individuo. De acuerdo con la National Association of Research in Science Teaching (NARST) se ha llegado al consenso de denominar Educación Informal Científica o Educación Informal en Ciencias a aquella que promueve un aprendizaje informal automotivado, voluntario y guiado por las necesidades e intereses de las personas.